# Lido Bruca
Bruca (Uruca in siciliano) è una delle frazioni marine più piccole del comune di Scicli, nel Libero consorzio comunale di Ragusa. Sorge a breve distanza da Cava d'Aliga.

## Storia
Originariamente in un ambiente completamente naturale, il borgo inizia a prendere vita a partire dagli anni 1970, divenendo in pochi anni un piccolo centro abitato sul mare, che conta un paio di chilometri di spiaggia ad uso libero. 
Sono pochi i residenti, ma tante le persone che posseggono la seconda casa in questo piccolo centro rivierasco. 
Nei primi anni 2000 sono nate piccole strutture ricettive per accogliere i turisti che vi soggiornano.